# Comité d'organisation des Jeux olympiques et paralympiques d'été de 2016
Le comité d'organisation des Jeux olympiques et paralympiques d'été de 2016 à Rio de Janeiro est le comité d'organisation des Jeux olympiques et  paralympiques de 2016. Son président est Carlos Arthur Nuzman.